# Black Star (zespół muzyczny)
Black Star – założona w 1998 roku grupa z nurtu alternatywnego hip-hopu w skład której wchodzą Mos Def i Talib Kweli. Związany z grupą jest także DJ Hi-Tek, który uczestniczył w wydaniu debiutanckiego albumu Black Star, a także współpracował z Talibem Kweli przy wydaniu albumu Train of Thought (jako skład Reflection Eternal).
Black Star jest częścią Native Tongues Posse - kolektywu, w skład którego wchodzą m.in. A Tribe Called Quest, De La Soul, Jungle Brothers, Da Bush Babees i Common.

## Dyskografia

### Albumy
- Black Star (1998) Rawkus Records

### Single
- „Definition” (1998)
- „Respiration” (1999)

### Współpraca
- „Know That” na albumie Mos Defa z 1999 r. Black on Both Sides
- „This Means You” na albumie Reflection Eternal z 2000 r. Train of Thought
- „Joy” na albumie Taliba Kweli z 2002 r. Quality
- „Supreme Supreme” na albumie Taliba Kweli z 2005 r. Right About Now
- „Bright as the Stars” na singlu Mos Defa z 2005 r. „Ah Ha"
- „What It Is” na mixtape'ie Taliba Kweli z 2005 r. The Beautiful Mixtape Vol. 2
- „Born & Raised” na ścieżce dźwiękowej z 2006 r. do filmu Dave Chappelle’s Block Party